# Naomi Campbell
Naomi Elaine Campbell (sinh ngày 22 tháng 5 năm 1970) tại Streatham, London trong một gia đình trung lưu. Cô là người mang trong mình 2 dòng máu Jamaica và Trung Quốc - từ bà ngoại của mình.
Vì mẹ là một vũ công nên Naomi có cơ hội tiếp xúc với nghệ thuật rất sớm. Năm 7 tuổi, cô xuất hiện trong MV "Is this love" của Bob Marley, sau đó là "I'll Tumble 4 Ya" của Culture Club vào năm 12 tuổi. Cuộc đời cô bước sang trang mới khi vào cuối tháng 4, trước sinh nhật lần thứ 16 của mình một tháng, Naomi vinh dự xuất hiện trên bìa tạp chí ELLE của Anh - điều mà chưa người mẫu da màu nào làm được trước đó. Đến cuối thập niên 1980, Naomi Campbell cùng Christy Turlington và Linda Evangelista lập nên bộ ba "Trinity" (top 3 người mẫu được săn đón nhất). Năm 1990, một lần nữa báo đen cùng Claudia Schiffer, Cindy Crawford, Linda Evangelista, Chirsty và Kate Moss tạo nên "Big Six" oanh tạc mọi sàn diễn và tạp chí thời trang thế giới, mở ra kỷ nguyên siêu mẫu - kỷ nguyên những ngôi sao thực sự của Hollywood chứ không đơn thuần là người mẫu trình diễn trên sàn catwalk.
Trong hành trình dai dẳng của sự nghiệp người mẫu, cô từng góp mặt hơn 300 trang bìa của các tạp chí danh tiếng thế giới. Dấu ấn quan trọng trong nghề mẫu của Naomi là xuất hiện trên tạp chí Vogue Anh năm 1987. Tiếp đó, báo đen trở thành người mẫu da màu đầu tiên xuất hiện trên tạp chí Vogue Pháp năm 1988, một tiền lệ chưa từng xảy ra trước đây. Thành công nối tiếp khi cô được bà đầm thép Anna Wintour đưa cô trở thành gương mặt trang bìa tạp chí Vogue Mỹ số September Issue, ấn phẩm đặc biệt và quan trọng nhất của tờ Vogue, lúc đó cô chỉ vừa 19 tuổi.
Tháng 11/2016, cô vinh dự nhận được giải thưởng "Siêu mẫu của thế kỷ" do tạp chí GQ Đức trao giải.
Năm 2013, Naomi tái xuất giới thời trang khi sáng lập nên chương trình The Face, một chương trình truyền hình thực tế về nghề người mẫu làm đại diện cho các thương hiệu thời trang cao cấp. Format chương trình được đánh giá là mới mẻ, không chỉ là màn thi của các thí sinh mà còn là sự đấu trí của huấn luyện viên, bảo đảm sự sống còn của thành viên đội mình. Từ ngày ra mắt, chương trình đã tạo hiệu ứng tốt, được giới thời trang đánh giá cao. Đây được xem là đối thủ cạnh tranh đáng gờm của series Next Top Model đình đám.
Ngoài sự nghiệp người mẫu của mình, Campbell đã bắt tay vào các dự án khác, bao gồm một album studio của R&B-pop và một số lần xuất hiện trong phim và truyền hình, chẳng hạn như chương trình truyền hình thực tế The Face và các chương trình The Face mua bản quyền từ quốc tế.

## Tiểu sử
Campbell sinh ra ở Streatham, phía nam Luân Đôn, mẹ là Valerie Morris, bà là 1 người mẫu, vũ công, bà mang 2 dòng máu Jamaica & China, . Campbell chưa bao giờ biết mặt cha cô, người đã bỏ rơi mẹ cô khi biết bà mới có thai bốn tháng. Bà quá đau khổ, nên khi cô chào đời, mẹ cô chỉ đặt tên cho cô là Naomi chứ không có họ của cha trong giấy khai sinh. Cô đã lấy họ Campbell từ cuộc hôn nhân thứ hai của mẹ cô. Campbell thuộc dòng dõi Afro-Jamaica, tổ tiên người Jamaica gốc Trung Quốc, bà ngoại của cô mang họ "Ming".
Trong những năm tuổi thơ, Campbell sống ở Rome, nơi mẹ cô làm vũ công hiện đại. Sau khi trở lại Luân Đôn, cô được họ hàng quan tâm chăm sóc, trong khi mẹ cô đi biểu diễn khắp Châu Âu với đoàn nhảy Fantastica. Từ ba tuổi, Campbell đã học múa ở Trường Barbara, và lúc 10 tuổi, cô được nhận vào Nhà hát Nghệ thuật, nơi cô học múa ba lê.